# Anna Cieślak
Anna Cieślak (sinh ngày 17 tháng 9 năm 1980 tại Szczecin) là một diễn viên người Ba Lan.

## Sự nghiệp
Anna Cieślak tốt nghiệp Học viện Nghệ thuật Sân khấu Quốc gia AST ở Kraków vào năm 2004.
Năm 2005, cô nổi tiếng với vai chính Mariola Szymańska trong bộ phim Your name is Justine của đạo diễn Franco de Peña. Bộ phim này giúp cô đoạt hai giải thưởng cá nhân tại Liên hoan phim Ba Lan ở Gdynia (2005) và tại Liên hoan phim quốc tế ở Mons (2006).
Anna Cieślak bắt đầu diễn xuất trên sân khấu tại Nhà hát Juliusz Słowacki ở Kraków vào năm 2005. Từ năm 2011, cô tham gia đội văn nghệ tại Nhà hát Ba Lan ở Warsaw.
Năm 2015, Anna Cieślak tham gia chương trình truyền hình Dancing with the Stars phiên bản Ba Lan - Taniec z gwiazdami, nhưng sau đó, cô rút lui do chấn thương nặng ở chân trong quá trình luyện tập.

## Thành tích nghệ thuật
Dưới đây liệt kê một số phim điện ảnh và phim truyền hình nổi bật có sự góp mặt của Anna Cieślak:
| Năm              | Tựa đề                                                              | Vai diễn            |
| ---------------- | ------------------------------------------------------------------- | ------------------- |
| 2003             | Glina - Đạo diễn: Władysław Pasikowski                              | Julia Gajewska      |
| 2004             | Pensjonat pod Różą - Đạo diễn: Mirosław Bork                        | Ewelina             |
| 2004             | Karol. Człowiek, który został papieżem - Đạo diễn: Giacomo Battiato | Tesia Kluger        |
| 2004, 2007, 2008 | Glina - Đạo diễn: Władysław Pasikowski                              | Julia Gajewska      |
| 2005             | Your name is Justine - Đạo diễn: Franco de Peña                     | Mariola Szymańska   |
| 2005–2006        | Egzamin z życia - Đạo diễn: Teresa Kotlarczyk                       | Joanna Wierzyńska   |
| 2006–2007        | Na dobre i na złe - Đạo diễn: Grzegorz Lewandowski                  | Alicja Siedlecka    |
| 2006–2007        | Góra Góry - Đạo diễn: Paweł Woldan                                  | Monika              |
| 2007             | Dlaczego nie! - Đạo diễn: Ryszard Zatorski                          | Małgosia            |
| 2008             | Jak żyć? - Đạo diễn: Szymon Jakubowski                              | Ewa                 |
| 2008             | Czas honoru - Đạo diễn: Michał Kwieciński                           | Róża                |
| 2009             | Prymas w Komańczy - Đạo diễn: Paweł Woldan                          | Lilka Wentowska     |
| 2009             | Piksele - Đạo diễn: Jacek Lusiński                                  | Alicja              |
| 2009             | Generał Nil - Đạo diễn: Ryszard Bugajski                            | Maria Fieldorf      |
| 2009             | Generał - Đạo diễn: Lidia Kazen, Anna Jadowska                      |                     |
| 2010             | Śluby panieńskie - Đạo diễn: Filip Bajon                            | Aniela Dobrójska    |
| 2010–2011        | Ludzie Chudego - Đạo diễn: Wojciech Adamczyk, Maciej Wojtyszko      | Sylwia Łukaszewicz  |
| 2011             | Rezydencja - Đạo diễn: Maciej Dejczer                               | Basia Kochanowska   |
| 2012             | Szkoła żon - Đạo diễn: Jacques Lassalle                             | Agnieszka           |
| 2012             | Hotel 52 - Đạo diễn: Grzegorz Kuczeriszka                           | Magda               |
| 2012, 2018       | Komisarz Alex - Đạo diễn: Robert Wichrowski                         | Julia Krawczyk      |
| 2013             | Ojciec Mateusz - Đạo diễn: Filip Zylber                             | Magdalena Kozłowska |
| 2014             | Prawo Agaty - Đạo diễn: Jacek Borcuch                               | Laura Podolska      |
| 2014             | O mnie się nie martw - Đạo diễn: Michał Rogalski                    | Rudzka              |
| 2016             | Hanoch odchodzi bez słowa - Đạo diễn: Dariusz Błaszczyk             | Lilian              |
| 2017             | Ojciec Mateusz - Đạo diễn: Artur Żmijewski                          | Wanda Rzemyk        |
| 2017             | Napis - Đạo diễn: Joanna Szymańska                                  | Ficowska            |
| 2020             | Szadź                                                               | Monika Wolnicka     |